# Scarab
Scarab foi uma equipe estadunidense de automobilismo e um construtor de carros esportivos de corridas. Os carros foram projetados e construídos por Tom Barnes e Dick Troutman para a Reventlow Automobiles Inc, propriedade de Lance Reventlow. Com motores Chevrolet 283 CI V-8 que foram construídos pela Traco Engineering (Jim Travers e Frank Coons, apelidados de "The Whiz Kids").
A Scarab disputou 5 Grandes Prêmios durante a temporada de 1960 da Fórmula 1, mas largou em apenas 2. Richie Ginther começou sua carreira na Fórmula 1 nesta equipe.